# لوسیانو فاورو
لوسیانو فاورو (انگلیسی: Luciano Favero؛ زادهٔ ۱۱ اکتبر ۱۹۵۷) بازیکن فوتبال اهل ایتالیا است.
از باشگاه‌هایی که در آن بازی کرده‌است می‌توان به باشگاه فوتبال هلاس ورونا، باشگاه فوتبال مسینا، باشگاه فوتبال یوونتوس، باشگاه فوتبال سالرنیتانا، باشگاه فوتبال آولینو، و باشگاه فوتبال وارزه اشاره کرد.